# Mitteldeutsche Zeitung

Ehemaliges Logo, weiterhin auf Website genutzt

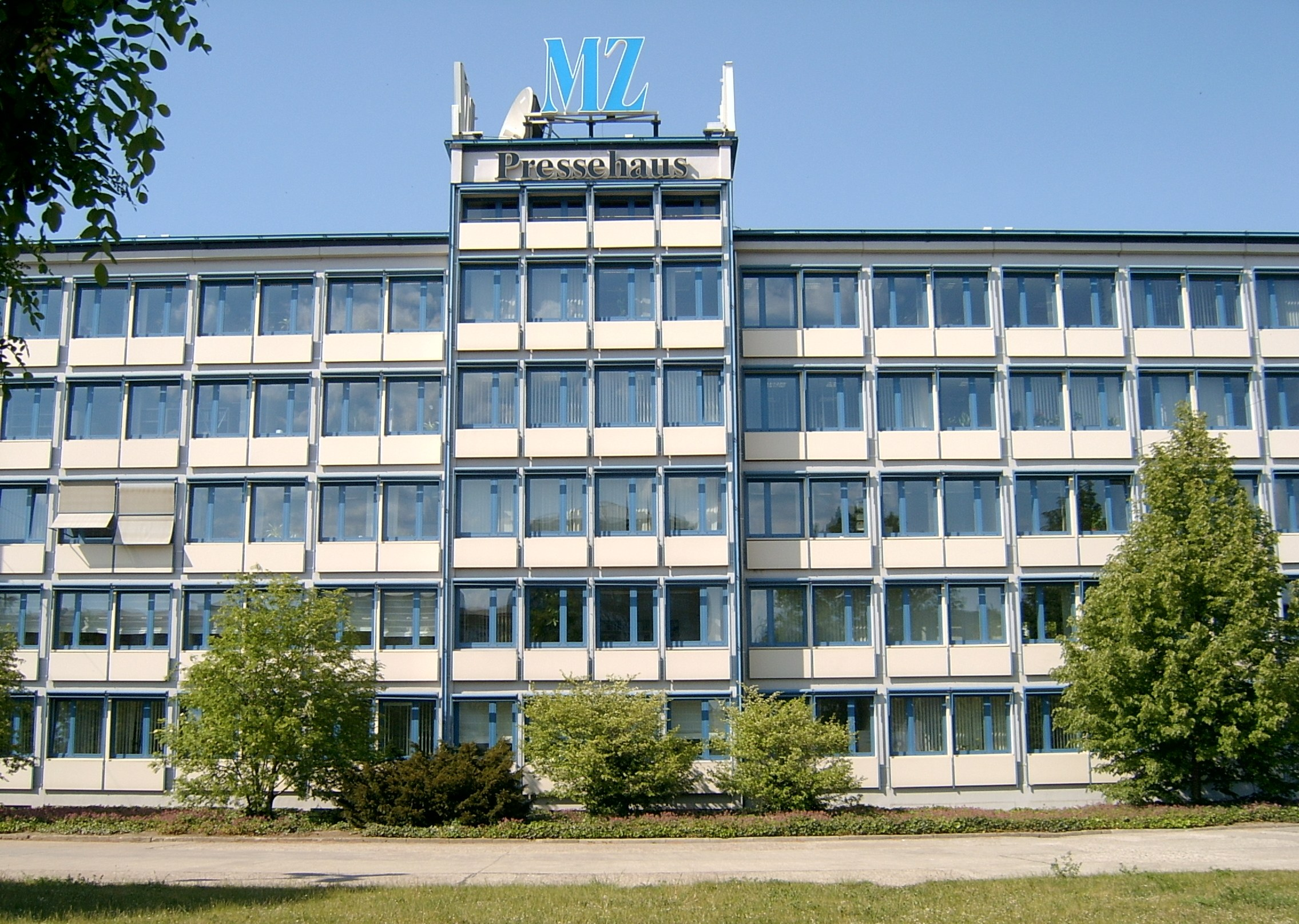
MZ-Pressehaus

Die Mitteldeutsche Zeitung (Abkürzung MZ) ist eine deutsche regionale Tageszeitung für das südliche Sachsen-Anhalt, die in Halle (Saale) mit mehreren Lokalausgaben erscheint. Die verkaufte Auflage beträgt 111.017 Exemplare, ein Minus von 69,5 Prozent seit 1998. Sie erscheint bei der Mediengruppe Mitteldeutsche Zeitung, die seit 2020 zur Bauer Media Group gehört. Zur Mediengruppe Mitteldeutsche Zeitung gehören außerdem die Anzeigenblätter Wochenspiegel und Super Sonntag, der Fernsehsender TV Halle, der Postdienstleister MZZ-Briefdienst und die MZ Druckereigesellschaft.
Die Mitteldeutsche Zeitung erscheint fast ausschließlich als Monopolzeitung. In ihrem hauptsächlich auf den Süden des Landes konzentrierten Verbreitungsgebiet hat die MZ keine Konkurrenz durch andere regionale Tageszeitungen. Das Verbreitungsgebiet der Magdeburger Volksstimme ist entsprechend den früheren DDR-Bezirken von dem der Mitteldeutschen Zeitung getrennt. Die 1990 gegründete Altmark Zeitung ist nur im Norden Sachsen-Anhalts aktiv und wird, da sie keinen eigenen Mantelteil produziert, nicht einmal als publizistische Einheit gewertet. Mit 96 Prozent befindet sich ein Großteil der gesamten Tageszeitungsauflage in Sachsen-Anhalt überwiegend in einer Monopolposition.

## Geschichte

### Freiheit
Am 16. April 1946 erschien die erste Ausgabe der Freiheit als Organ der neu gegründeten SED in Halle. Sie war aus der KPD-Zeitung Volkszeitung und dem Volksblatt der SPD hervorgegangen. Die Freiheit erschien zunächst für ganz Sachsen-Anhalt. Seit 1947 war sie nur noch für den Bezirk Halle zuständig, nachdem in Magdeburg die Volksstimme als neue SED-Zeitung gegründet worden war. Die Freiheit erhielt mehr Papierzuteilungen und war auch in anderen Bereichen bevorzugt gegenüber den anderen Tageszeitungen Der Neue Weg (CDU), Liberal-Demokratische Zeitung (LDPD) und Mitteldeutsche Neueste Nachrichten (NDPD) in Halle. Sie erreichte später Tagesauflagen von etwa 533.000 Exemplaren.
1989 schrieb die Freiheit  über den Ausreisestrom nach Westen nur wenig. Dieser wurde als „von der BRD geschürt“ und als „organisierter Menschenhandel“ bezeichnet. Eine erste einspaltige Notiz zu den Demonstrationen in der DDR wurde erst am 9. Oktober 1989 veröffentlicht, obwohl die Montagsdemonstrationen in Leipzig bereits seit dem 4. September stattgefunden hatten. In der Nachricht wurden die Demonstranten als „jugendliche Krakeler“ bezeichnet. Der erste größere Bericht zu den politischen Ereignissen wurde am 23. Oktober desselben Jahres veröffentlicht.
Der Chefredakteur Hans-Dieter Krüger wurde am 29. November 1989 von der SED entlassen und Stefan Lehnebach übernahm seinen Posten. Am 28. Dezember 1989 erschien in der Zeitung erstmals eine Seite, auf der sich Parteien und Bürgerbewegungen vorstellen konnten, die nicht mit der SED verbunden waren. Die Auflage betrug am 31. Dezember 1989 593.817 Exemplare. Am 15. Januar 1990 erklärte die Zeitung auf ihrer Titelseite, dass sie sich von der SED/PDS losgesagt habe und nun als unabhängige Zeitung agieren wird. Die wirtschaftliche Tragfähigkeit dieser Unabhängigkeit (die Zeitung erhielt erhebliche Zuschüsse von der VOB Zentrag) war zu diesem Zeitpunkt noch ungeklärt und auch politisch war die Zeitung noch nicht von der SED entlassen.
Zwei Tage später verschwand auch das bisher stets auf dem Titelblatt zu findende Proletarier aller Länder, vereinigt euch! Ab dem 23. Januar 1990 erschien, für drei Monate, die vierseitige Beilage Reformzeitung, in welcher sich unabhängige Parteien und Bündnisse vorstellen konnten. Im Januar 1990 fanden auch die ersten Kooperationsgespräche mit Investoren aus der Bundesrepublik statt. Am 25. Februar 1990 wurde dann eine durch private Kontakte entstandene Absichtserklärung zur Zusammenarbeit mit M. DuMont Schauberg unterschrieben.
Zum 1. März 1990 werden das Druckhaus und der Verlag Freiheit aus dem Vermögen der PDS/SED entlassen und als Volkseigene Betriebe gegründet. Die Entscheidung dazu fiel offiziell aber erst am 15. Juni 1990 und wurde zurückdatiert. Am 16. März 1990 erscheint das Blatt, nach 13.476 Ausgaben zum letzten Mal unter diesen Namen.
Die Freiheit wurde, anders als die meisten ehemaligen SED-Bezirkszeitungen, von der Versteigerung durch die Treuhandanstalt ausgenommen. Ebenfalls für die Zeitung interessiert hatten sich der Süddeutsche Verlag, die Verlagsgruppe Rhein Main und der Axel Springer Verlag. Ihnen wurde „nur lapidar beschieden, Halle sei an Neven Du-Mont bereits vergeben.“ Der Zuschlag kam durch eine Intervention des damaligen Bundesaußenministers Hans-Dietrich Genscher bei der Treuhandanstalt zustande. Dieser hatte, wie Aktenvermerke belegen, dem Freund und FDP-Sympathisanten Alfred Neven DuMont die zweitgrößte SED-Bezirkszeitung mit Sitz in seiner Heimatstadt Halle „zugeschoben“. Der Fall weist Parallelen zum Verkauf der Freien Presse durch eine Intervention von Bundeskanzler Helmut Kohl auf. Nachdem die Unregelmäßigkeiten publik wurden, erhöhte die Treuhandanstalt den Kaufpreis von ursprünglichen 15 Millionen auf 103,5 Millionen DM.
Zu den Redakteuren der Freiheit gehörte bis 1969 Max Emendörfer.

### Mitteldeutsche Zeitung
Am 17. März 1990 erschien die Zeitung erstmals als Mitteldeutsche Zeitung mit einer Auflage von 593.000 Stück. Am 2. April 1990 stiegen die Preise für die Zeitung. Statt bisher 15 Pfennig pro Blatt betrug der Preis nun 40 Pfennig. Ab dem 4. April 1990 wurde die Bild regelmäßig in der Druckerei der Mitteldeutschen Zeitung gedruckt, bis der Vertrag am 1. Juni 1990 gekündigt wurde. Am 20. April wurde erstmals die tele-prisma, eine Fernsehbeilage, beigelegt. Elf Tage später fusionierten die beiden Volkseigenen Betriebe zur Mitteldeutschen Druck- und Verlagshaus GmbH, die notarielle Beglaubigung erfolgte am 11. Juni 1990. Am 28. Mai wurde die Zeitung erstmals elektronisch erstellt, mit einem Cicero-Satzsystem. Am 1. Juni 1990 betrug die Auflagenzahl der Mitteldeutschen Zeitung 543.400 Exemplare. Ab dem 22. Juni wurde der Neue Presse-Express, herausgegeben vom ENP-Verlag GmbH & Co. KG, im Mitteldeutschen Druck- und Verlagshaus gedruckt.
Nach der Währungs-, Wirtschafts- und Sozialunion am 1. Juli kostete die Mitteldeutsche Zeitung 0,40 DM im Einzelverkauf. Am 5. November wurde erneut begonnen, die Bild zu drucken. Am 13. Dezember 1990 erschien erstmals der Wochenspiegel, gedruckt auf den Maschinen des Mitteldeutschen Druck- und Verlagshauses. Am 20. Dezember 1990 ging das Unternehmen offiziell aus dem Vermögen der Treuhand an die Verlagsgruppe M. DuMont Schauberg. Der Kaufvertrag wurde rückwirkend zum 1. Juli geschlossen.
Zum Ende des Jahres wurden auch die Druckaufträge für das Hallesche Tageblatt, das Neue Deutschland und die Junge Welt durch ihre Auftraggeber gekündigt. Zum 31. Dezember wurde die Buchbinderei Freiheit im Werk II geschlossen. Am 30. April 1991 wurde die Ausgabe und damit der Druck der Neue Presse-Express eingestellt.
Der Preis der MZ stieg am 1. Juli auf 0,50 DM pro Exemplar. Da die Deutsche Post den Vertrieb der Zeitung zum Jahresende gekündigt hatte, begann der Eigenvertrieb. Am 1. Juli wurde Quedlinburg die erste Teststadt. Am 15. Juli 1991 wurde mit dem Bau des neuen Druckzentrums begonnen.
Im Januar 1992 betrug die Auflage 452.348 Stück. Nach Verlagsangaben ist dies auf „Karteileichen“ der Post zurückzuführen, welche durch den Eigenvertrieb bereinigt wurden.  Zum 1. April 1992 wurde die Betriebskrankenkasse des Hauses gegründet. Seit August 1992 wurden einige Mitarbeiter der aufgelösten Ascherslebener Allgemeinen in Lokalredaktionen der MZ beschäftigt. Am 23. September 1992 wurde das erste Druckerzeugnis aus dem neuen Druckhaus herausgegeben.
Zum Januar 1993 stieg der Preis der einzelnen MZ auf 0,60 DM, der Mitteldeutsche Express zog nach und kostete ab dem 17. Mai 0,60 DM.
Der 15. Januar 1993 war die letzte Ausgabe der Bild Ausgabe Halle, welche im Mitteldeutschen Druck- und Verlagshaus hergestellt wurde. Der Druck der anderen Ausgaben war bereits zuvor von der Bild gekündigt worden. Am 1. Oktober 1993 stieg der MZ-Preis erneut um 0,10 DM. Am 15. November 1993 wurde eine Einigung zwischen Geschäftsleitung und Betriebsrat erreicht. Die Löhne wurden auf 85 Prozent des im Westen Deutschlands bestehenden Gehaltsniveaus angehoben. Zugleich sank die Arbeitszeit von 40 auf 38 Stunden zuzüglich einer Stunde Arbeit unter Lohnverzicht.
Am 20. Dezember 1993 zog die Betriebskrankenkasse in das Erdgeschoss des Stammhauses.
Am 17. Januar 1994 wurden die sechs noch aus dem Jahr 1959 stammenden Hochdruckrotationsmaschinen abgeschaltet. Der Druck erfolgte nun ausschließlich auf Offset-Anlagen.
Ab dem 1. April 1994 kostete die MZ 0,80 DM. Zum 20. Oktober 1994 endete die Tätigkeit von Stefan Lehnebach als Chefredakteur der MZ. Sein Nachfolger wurde Bertram von Hobe.
Der Mitteldeutsche Express wurde am 30. März 1995 wegen zu geringer Auflage eingestellt. Am 5. Mai 1995 wird zwischen Betriebsrat und Geschäftsführung eine Senkung der Arbeitszeit auf 35 Stunden beschlossen. Zum 30. Dezember 1995 wurde Heinz Verfürth Nachfolger von Bertram von Hobe als Chefredakteur. Zum 1. April 1996 stieg der Einzelpreis für die MZ auf 0,90 DM. Die Volltexte der Printausgaben der Mitteldeutschen Zeitung sind seit dem 1. April 1994 im Internet frei zugänglich.
Im Jahr 2000 wurde die Tochtergesellschaft MZZ-Briefdienst GmbH gegründet. Der MZZ-Briefdienst ist als privater Postdienstleister tätig, wie es seit der Postliberalisierung 1998 möglich ist. Mit ihm ist die Brief- und Postkartenzustellung über ein Partnernetz in fast den gesamten neuen Bundesländern möglich.
Im Januar 2010 begann die Mitteldeutsche Zeitung eine Kooperation mit dem regionalen Online-Anzeigenportal Kalaydo.
Am 1. Juni 2010 wurde Hartmut Augustin, vorher Ressortleiter bei der Berliner Zeitung, Chefredakteur. Bis 2014 war er Teil einer Doppelspitze mit Hans-Jürgen Greye.
Die Mitteldeutsche Zeitung bezog ihre überregionalen Inhalte ab April 2010 von der DuMont Redaktionsgemeinschaft und bezieht sie seit Oktober 2018 vom RedaktionsNetzwerk Deutschland.
Am 15. Januar 2020 gab die DuMont Mediengruppe den Verkauf der Mediengruppe Mitteldeutsche Zeitung an die Bauer Media Group bekannt, der mit der Volksstimme auch die zweite große Tageszeitung aus Sachsen-Anhalt gehört. Am 13. Februar 2020 stimmte das Bundeskartellamt dem Verkauf zu.
Am 1. Februar 2022 übernahm Marc Rath den Posten des Chefredakteurs. Unstimmigkeiten in der Neuausrichtung des Blattes hatten zur Trennung von Augustin „im besten beiderseitigen Einvernehmen“ geführt.

## Auflage
Die Mitteldeutsche Zeitung gehört zu den deutschen Tageszeitungen mit den größten Auflagenverlusten der vergangenen Jahre. Die verkaufte Auflage ist in den vergangenen 10 Jahren um durchschnittlich 5,1 % pro Jahr gesunken. Im vergangenen Jahr hat sie um 5,5 % abgenommen. Sie beträgt gegenwärtig 111.017 Exemplare. Der Anteil der Abonnements an der verkauften Auflage liegt bei 88,2 Prozent.
| 1998   | 1999   | 2000   | 2001   | 2002   | 2003   | 2004   | 2005   | 2006   | 2007   | 2008   | 2009   | 2010   | 2011   | 2012   | 2013   | 2014   | 2015   | 2016   | 2017   | 2018   | 2019   | 2020   | 2021   | 2022   | 2023   | 2024   |
| ------ | ------ | ------ | ------ | ------ | ------ | ------ | ------ | ------ | ------ | ------ | ------ | ------ | ------ | ------ | ------ | ------ | ------ | ------ | ------ | ------ | ------ | ------ | ------ | ------ | ------ | ------ |
| 364169 | 353616 | 339602 | 319603 | 302618 | 288635 | 276764 | 263367 | 251612 | 241123 | 232108 | 220208 | 212631 | 206321 | 199988 | 194959 | 187907 | 182246 | 175129 | 166970 | 158726 | 149293 | 145619 | 138178 | 127541 | 117535 | 111017 |

## Chefredakteure
| Zeitraum            | Name                                    | Zeitraum  | Name                                              |
| ------------------- | --------------------------------------- | --------- | ------------------------------------------------- |
| 1946–1948           | Peter Florin                            | 1994–1995 | Bertram von Hobe                                  |
| 1948–1950           | Erich Behnke                            | 1995–1999 | Heinz Verfürth                                    |
| 1950–1955           | Horst Sindermann                        | 1999–2000 | Franz Sommerfeld                                  |
| 1955–1956           | Rudolf Singer                           | 2000–2004 | Monika Zimmermann                                 |
| 1956–1957           | Fritz Waasner                           | 2005      | Peter Pauls                                       |
| 1958–1963           | Rudolf Singer                           | 2005–2010 | Hans-Jürgen Greye und Jörg Biallas                |
| 1963–1967           | Günther Bobach                          | 2010–2022 | Hartmut Augustin mit Hans-Jürgen Greye (bis 2014) |
| 1967–1989           | Hans-Dieter Krüger                      | seit 2022 | Marc Rath                                         |
| 1989–1994 1991–1993 | Stefan Lehnebach mit Dieter Jepsen-Föge |           |                                                   |

## Lokalausgaben
- SaaleKurier, Halle (Saale)
- AnhaltKurier, Dessau-Roßlau
- Ascherslebener Zeitung, Aschersleben
- Bernburger Kurier, Bernburg (Saale)
- Bitterfelder Zeitung, Bitterfeld-Wolfen
- ElbeKurier, Wittenberg
- Jessener Land, Jessen (Elster)
- Köthener Zeitung, Köthen
- Neuer Landbote, Merseburg
- Mansfelder Zeitung, Eisleben
- Quedlinburger Harz Bote, Quedlinburg
- Sangerhäuser Zeitung, Sangerhausen
- Weißenfelser Zeitung, Weißenfels
- Zeitzer Zeitung, Zeitz
- Naumburger Tageblatt, Naumburg (herausgegeben vom Zeitungsverlag Naumburg Nebra GmbH & Co. KG – gehört zu 63,84 % der Madsack-Gruppe)

## Online
MZ.de (bis April 2021 MZ-Web.de) ist das „digitale Angebot“ der Mitteldeutschen Zeitung. Technisch verantwortet wird die Website von der Mediengruppe Mitteldeutsche Zeitung GmbH & Co. KG in Halle/Saale. Die Website wird u. a. auf den Social-Media-Plattformen Facebook, Twitter, Instagram und YouTube beworben. RSS-Feeds und Newsletter können abonniert werden.
Zum Online-Angebot der MZ gehören auch folgende Portale:
- azubis.de (seit Juni 2011; Relaunch im August 2016), ein Portal sowohl für Ausbildungsbetriebe zur Bekanntmachung offener Ausbildungsplätze als auch für angehende Azubis (die hier ein eigenes Bewerberprofil anlegen können).[26]
- MZ-Jobs (seit Juli 2013): Dieses Stellenportal ersetzt den alten Stellenmarkt von Kalaydo (einer DuMont-Beteiligung). Neben online gestellten Stellenanzeigen aus der MZ sowie dem WochenSpiegel und SuperSonntag finden sich hier auch Stellenangebote aus den Bundesländern Sachsen-Anhalt, Sachsen und Thüringen.[27][28]
- Abschied nehmen (ab Januar 2013), ein Trauerportal mit Gedenkseiten für Verstorbene. Alle Traueranzeigen und Danksagungen aus der MZ sowie dem WochenSpiegel und SuperSonntag werden dort veröffentlicht.[29][30]